# Mother Love
"Mother Love" é uma canção da banda britânica de rock Queen, lançada no álbum Made in Heaven, em 1995.

## História
A musica foi composta por Brian May em 1991, quando Freddie Mercury já estava bastante debilitado em decorrência da AIDS. A faixa é cantada por Freddie, sendo a última música a ser interpretada pelo músico, diante de sua morte no final de 1991. A gravação de seus vocais ocorreram em maio de 1991 e Mercury não conseguiu cantar todos os versos.
A partir de 1993, com a reunião dos três membros remanescentes, a música foi completa para o álbum Made in Heaven. Uma parte dos vocais não foi gravada devido à incapacidade de Freddie de cantar. Por conta disto, Brian May participa dos vocais no final da canção.
No final da música, há uma mescla de gravações da performance de Mercury em 1986, durante a gravação de Live Magic, além de uma parte de "Goin Back", uma das primeiras gravações do artista, na década de 70.
A faixa aparece em algumas coletâneas da banda, como Deep Cuts, Volume 3 (1984–1995) e Queen Forever.